# 霍爾特縣 (內布拉斯加州)
霍爾特县（英語：Holt County）是美國內布拉斯加州北部的一個縣。面積6,262平方公里。根據美國2000年人口普查，共有人口11,551人。縣治奧尼爾（O'Neill）。
成立於1860年1月13日（原名West，1862年1月9日改名），縣政府成立於1876年7月13日。縣名紀念美國郵政部長、戰爭部長若瑟·霍爾特。